# Spelle
Spelle település Németországban, azon belül Alsó-Szászország tartományban. Lakosainak száma 10 178 fő (2023. december 31.). Spelle Lünne, Schapen, Hörstel, Rheine, Salzbergen és Emsbüren községekkel határos.

## Népesség
A település népességének változása:
| Lakosok száma | 9172 | 9309 | 9511 | 9931 | 10 238 | 10 178 |
|               | 2016 | 2017 | 2019 | 2021 | 2022   | 2023   |